# Karlheinz Hackl
Pour les articles homonymes, voir Hackl.
Karlheinz Hackl, né le 16 mai 1949 à Vienne et mort dans la même ville le 1er juin 2014, est un acteur et metteur en scène  autrichien. 

## Biographie
Il naît et grandit à Vienne. À la fin de son parcours scolaire, il étudie l'administration des affaires à l'Université d'économie et des affaires de Vienne et suit parallèlement une formation à l'école d'art dramatique Krauss. La première partie de sa carrière est essentiellement théâtrale. En 1972, il fait ses débuts sur scène au Theater der Courage, puis au Volkstheater, de 1974 à 1976. Karlheinz part ensuite se produire au Thalia Theater de Hambourg, de 1976 à 1978. 
En 1978, Hackl devient membre du Burgtheater à Vienne. Il y interprète notamment Démétrius dans Le Songe d'une nuit d'été de William Shakespeare, Karl Moor dans Les Brigands de Friedrich von Schiller et Alfred dans Tales from the Vienna Woods d'Ödön von Horváth.
À partir de 1976, il fait des apparitions dans des séries télévisées allemandes, avec parmi celles-ci, Un cas pour deux et Le Renard. Sa carrière à l'écran compte aussi quelques films, dont Le Choix de Sophie en 1982. 
Ses talents de chanteur, appuyés par son timbre viennois, lui valent d'interpréter des rôles dans des comédies musicales, comme partenaire de Frank Hoffmann dans La Cage aux Folles en 1991. Karlheinz Hackl interprète aussi des chansons écrites spécialement pour lui par le compositeur Georg Danzer, mort en 2007. Un album, Mei Lebn, est enregistré.
En 1991, il joue au Festival de Salzbourg dans la comédie Der schwierige de Hugo von Hofmannsthal. 
Divorcé de l'actrice Brigitta Furgler, Karlheinz se remarie en 1997 avec l'actrice suédoise Maria Köstlinger. Il est père de trois enfants.
Après un combat long de plusieurs années contre une tumeur cérébrale, Karlheinz Hackl meurt le 1er juin 2014 dans sa ville natale, quelques semaines après son 65e anniversaire.

## Distinctions
En 2012, il reçoit le prix Nestroy récompensant l'ensemble de sa carrière.

## Filmographie

### Cinéma
- 1982 : Le Choix de Sophie : officier SS
- 1985 : The Assisi Underground : Capt. von Velden
- 1986 : Welcome in Vienna : Axel Corti
- 1992 : Frau Faust : Erzähler (voix)
- 2002 : Gebürtig : Père Gebirtig
- 2002 : Taxi für eine Leiche : Schorsch
- 2004 : Les truands cuisinent : Konstantin
- 2010 : Headshots : père
- 2012 : Le Mur invisible : Hugo (crédité Karl Heinz Hackl)

### Télévision
- 1976 : Das Märchen (TV) : August Witte
- 1976 : Der junge Freud (TV) : Dr. Sigmund Freud (crédité Karl Heinz Hackl)
- 1978 : Lady Windermeres Fächer (TV) : Lord Darlington
- 1978 : Café Wernicke (série télévisée)
- 1983 : Ringstraßenpalais (série télévisée) : Dr. Paul Ender jr. (épisodes Der Staatsvertrag, Die Heimkehrer, Eine Rechnung wird bezahlt et Leben auf Abruf)
- 1983 : Jedermann (TV) : Guter Gesell
- 1983 : Mich wundert, daß ich so fröhlich bin (TV) : Robert Faber
- 1983 : Gegenlicht (TV) : Behringer
- 1984 : Der Unbestechliche (TV)
- 1985 : Der Leihopa (série télévisée) : Hr. Pokorny (épisode Zu jung, um sich alt zu fühlen)
- 1986 : Welcome in Vienna - Partie 3: Welcome in Vienna (TV) : Treschensky
- 1986 : Abschiede (TV)
- 1989 : Heldenplatz (TV) : Lukas Schuster
- 1990 : Arbeitersaga (série télévisée) : Albin Roemer-Rillé (épisode April 1945 - Das Plakat)
- 1990: La sœur dans l'ombre (TV) : Thomas Pohl
- 1991 : Der Schwierige (TV) : Graf Bühl
- 1992 : Duett (TV) : Dr. Stefan Eltz
- 1993 : Un cas pour deux (série télévisée) : Schubert (épisode  Eifersucht)
- 1993 : Tatort (série télévisée) : Meyer-Mühlendorff (épisode Kesseltreiben)
- 1993  - 2003 : Le Renard (série télévisée) : Wolfgang Brenner (épisode Kurzer Prozess) / Roman Haussner (épisode Die Schwester) / Peter Kant (épisode Tod eines Spielers) / Ralph Kokon (épisode Das Leben ist ein tödliches Spiel) / Peter Eichkamp (épisode Bei Mord hört es auf)
- 1994 : Rex, chien flic (série télévisée) : Dr. Bernhard Fuchs (épisode Die Tote von Schönbrunn)
- 1994 : La marche de Radetzky (mini-série) : Wagner
- 1994 - 1995 : Inspecteur Derrick (série télévisée) : Jakob Meissner (épisode Nachts, als sie nach Hause lief) / Dr. Kostiz (épisode Katze ohne Ohren)
- 1995 : Tödliches Geld (TV) : Carlo Zorzi de Lucca
- 1995 : In uns die Hölle (TV) : Vincent Nielsen
- 2000 : Probieren Sie's mit einem Jüngeren (TV) : Wolf Richter
- 2000 : Der Briefbomber (TV) : Matthäi
- 2001 : Doppelter Einsatz (TV) : Robert Seelig (épisode Blackout)
- 2001 : Sinan Toprak ist der Unbestechliche (TV) : Richard Wenzel (épisode Halbgott)
- 2001 : Spiel im Morgengrauen (TV) : Konsul Schnabel
- 2001 : SOKO Kitzbühel (série télévisée) : Lichtenfeld (épisode Doppelfehler)
- 2001 : Lettre d'une inconnue (TV)
- 2001 : Der Zerrissene (TV) : Herr von Lips
- 2001 - 2007 : Siska (série télévisée) : Michael Reussen (épisode Das Böse an sich) / Klaus Imhof (épisode 10 Minuten vor Mitternacht) / Eugen Schäfer (épisode Alibi für Tommi)
- 2002 : Bobby (TV) : Gutachter
- 2002 : Der Bulle von Tölz (série télévisée) : Dieter Hepp (épisode Salzburger Nockerl)
- 2002 : Ausgeliefert (TV) : Peter Janko
- 2004 : Der Bestseller - Wiener Blut (TV) : Dr. Gedeon Kovacs (crédité Karl Heinz Hackl)
- 2005 : Der Todestunnel - Nur die Wahrheit zählt (TV) : Walter Lorenz
- 2005 : Les enquêtes d'Agathe (série télévisée) : (épisode Mord im Kloster)
- 2006 : La moglie cinese (mini-série) : Micheli
- 2006 : Die Entscheidung (TV) : Dr. Koch
- 2009 : Romy Schneider (TV) : Wolf Albach-Retty
- 2011 : Die Rosenheim-Cops (série télévisée) : Joseph Langwieser Senior (épisode Erbschaft mit Folgen)
- 2011 : Le Chinois (Der Chinese) de Peter Keglevic : Mats Nyström
- 2012 : Die Verführerin Adele Spitzeder (TV) : Eduard Pohlheim
- 2012 : Meurtres en haute société (série télévisée) : Dr. Frieder Neubauer (épisode Der Tod der Sünde)
- 2012 : So wie du bist (TV) : Edgar Mück
- 2012 : Braunschlag (série télévisée) : Herr Berner (épisodes Der neue Bürgermeister, Im Keller et Freunde für's Leben)

## Mise en scène
- 1989 : Brooklyn Memoires au Volkstheater
- 1991 : Une maison de poupée de Henrik Ibsen au Volkstheater
- 1993 : Liebelei d'Arthur Schnitzler au Theater in der Josefstadt
- 1994 : Geschichten aus dem Wiener Wald d'Ödön von Horváth au Theater in der Josefstadt avec Herbert Föttinger
- 1995 : Roméo et Juliette de William Shakespeare au Burgtheater avec Johannes Krisch et Eva Herzig
- 1999 : Der Verschwender de Ferdinand Raimund au Theater in der Josefstadt avec Herbert Föttinger et Maria Köstlinger
- 2000 : Der Färber und sein Zwillingsbruder de Johann Nestroy au Theater in der Josefstadt avec Birgit Minichmayr
- 2001 :  Heimliches Geld, heimliche Liebe de Johann Nestroy au Theater in der Josefstadt avec Otto Schenk, Herbert Föttinger et Alexander Waechter
- 2005 : Une maison de poupée de  Henrik Ibsen au Theater in der Josefstadt avec Herbert Föttinger et Maria Köstlinger

## Discographie
- Mei Lebn - Mit Liedern von Georg Danzer, Preiser Records

## Récompenses et distinctions
- 2012 : Prix Nestroy de Théâtre pour l'ensemble de son œuvre